# Blanca (région de Murcie)
Pour les articles homonymes, voir Blanca.
Blanca est une commune de la communauté autonome de la région de Murcie en Espagne. En 2016, elle compte une population de 6 521 habitants